# مارک‌گرافنویزاید
مارک‌گرافنویزاید (به آلمانی: Markgrafneusiedl) یک منطقهٔ مسکونی در اتریش است که در ناحیه گنزرندورف واقع شده‌است. مارک‌گرافنویزاید ۸۲۸ نفر جمعیت دارد.